# Zarszyn (Cergowa)
Zarszyn – część wsi Cergowa przez którą przepływa Jasiołka, która oddziela Cergowę od Dukli.
W tej części wsi znajduje się Dom Ludowy oraz sklep Delikatesy Centrum. W Zarszynie swoją siedzibę ma firma przewozowa Trans Bieszczady.
Funkcjonowały tutaj PGR-y. Część mieszkalna została przekształcona w blokowisko, a stajnie zostały porzucone, lub na ich miejscu została wybudowana siedziba Trans Bieszczadów. W 2011 roku, w jednej z porzuconych stajen wybuchł pożar. W 2019 wszystkie stajnie zostały wyburzone.